# 羅賓斯山
77°48′S 164°4′E / 77.800°S 164.067°E
羅賓斯山（英語：Robbins Hill）是南極洲的山峰，位於維多利亞地的斯科特海岸，全長6公里，處於布盧冰川終點北面，海拔高度1,140米，現時由南極條約體系管理。